# Dora Russell
Dora Russell, nata Black (Londra, 3 aprile 1894 – Porthcurno, 31 maggio 1986), è stata un'attivista e scrittrice britannica, femminista e militante socialista, fu la seconda moglie dell'eminente filosofo Bertrand Russell.

## Infanzia e giovinezza
Dora Black nacque in una famiglia dell'alta borghesia britannica, seconda di quattro bambini e bambine. Suo padre, Sir Frederick Black, iniziò la sua carriera nell'amministrazione pubblica e attribuì grande importanza all'educazione della propria prole, indipendentemente dal sesso. Dora frequentò una scuola privata mista vicino alla casa dei genitori e vinse una borsa di studio per la Sutton High School. Nel 1911 trascorse circa un anno in un collegio privato per ragazze in Germania, in preparazione del "giretto" a Cambridge. Là vinse una borsa di studio in lingue moderne per il Girton College. Presto si unì alla Heretics Society, co-fondata da Charles Kay Ogden nel 1909. Essa metteva in discussione le autorità tradizionali in generale e i dogmi religiosi in particolare. La società l'aiutò ad abbandonare i valori tradizionali e a sviluppare il suo originale pensiero femminista. Nel giugno del 1915 ricevette la laurea con il massimo dei voti in lingue moderne al Girton con una speciale distinzione negli esami orali.

## Carriera
Nel 1924, Russell si impegnò appassionatamente in una campagna per il controllo delle nascite, insieme a H. G. Wells e John Maynard Keynes, fondando il Gruppo di controllo delle nascite dei lavoratori. Partecipò anche, con limitato successo, alla campagna del Partito Laburista in favore delle cliniche per il controllo delle nascite.
Dora nel 1927 fondò col marito una scuola progressista chiamata Beacon Hill School, nella quale cercava di insegnare ai bambini ad abbandonare la superstizione e le credenze irrazionali delle generazioni precedenti; espresse le sue idee sull'educazione in un libro dal titolo In Defence of Children. Dora gestì la scuola da sola fino alla Seconda guerra mondiale. Nel dopoguerra divenne un'esponente del movimento pacifista e fu una delle fondatrici del CND, a cui partecipò assieme ad altri eminenti esponenti della sinistra (Bertrand Russell, John Boynton Priestley, Michael Foot, Victor Gollancz, fra gli altri) nella militanza per il disarmo nucleare mondiale.
(Dora Russell, Prefazione dell' Autrice, The Right to Be Happy, Harper & Brothers (1927))
Nel 1929 Russell organizzò a Londra il Congresso della Lega Mondiale per la Riforma Sessuale, col militante per il controllo delle nascite di origine australiana Norman Haire. Tenutasi nel corso di cinque giorni nella Wigmore Hall, fu un importante successo, e vi presero parte intellettuali di primo piano come George Bernard Shaw, Margaret Sanger e Sigmund Freud, affrontando questioni che andavano dalla psicoanalisi alla prostituzione, dalla censura alla contraccezione.
Russell stava ancora sostenendo le istanze della pace il 2 aprile del 1981, quando indirizzò una Merseyside Paece Week.
La sua autobiografia in re volumi, The Tamarisk Tree, fu pubblicata nel 1977, 1981 e nel 1985. (Vol 1 – "My Quest for Liberty and Love", Vol 2 – "My School and the Years of War" and Vol 3 – "Challenge of the Cold War").

## La relazione con Bertrand Russell
Dall'autunno del 1915 Dora Black si era trasferita a Londra e aveva iniziato gli studi di specializzazione sul pensiero francese del diciottesimo secolo presso lo University College London. Incontrò per la prima volta Bertrand Russell nel 1916 quando partecipò con lui a un'escursione durante un fine settimana. I due non iniziarono una relazione prima del 1919, quando Russell la invitò a passare con lui le vacanze estive. Prima di ciò, Black aveva supportato Russell nella campagna contro la coscrizione militare nella prima guerra mondiale.
Black and Russell visitarono la Russia dei Soviet nel 1920, subito dopo la rivoluzione bolscevica. Russell non fu impressionato da Lenin, ma Black, come molti esponenti del socialismo inglese del tempo, ebbe la visione di una futura ideale civilizzazione. La coppia visitò anche la Cina.

### Matrimonio
Black e Russell furono uniti in matrimonio il 25 settembre del 1921 al Battersea Town Hall con Eileen Power e Frank Russell come testimoni. Black, che era incinta di sette mesi del primo figlio, John, vestì di nero durante la cerimonia. La loro seconda figlia, Kate, nacque nel 1923.
Dopo il matrimonio Dora assunse il cognome del marito e di questa discriminazione femminile nelle sue opere non parla.
All'inizio rifiutò la proposta di matrimonio di Russell. Come altre donne di posizione radicale della sua generazione, Dora riteneva che le leggi che regolavano il matrimonio contribuissero alla sottomissione delle donne. Nella sua visione solo i genitori avrebbero dovuto essere vincolati da un contratto sociale, e solo come misura di cooperazione richiesta per allevare la prole. Era implicita la sua convinzione che sia gli uomini che le donne fossero poligami per natura e, perciò, dovessero essere liberi, sia che fossero sposati o meno, per impegnarsi in relazioni sessuali che fossero basati sull'amore reciproco. Rispetto a ciò Dora fu una delle pioniere dell'informazione sulla libera sessualità, tanto quanto della lotta per i diritti delle donne e del libero accesso ai metodi di controllo delle nascite. Considerava tali questioni essenziali per ottenere il controllo sulle proprie vite, e, alla fine, raggiungere la completa emancipazione.
Russell divenne Contessa Russell il 3 marzo del 1931, quando il fratello più anziano di Bertrand Russell, Frank, morì e suo marito divenne il terzo Earl Russell. Bertrand la lasciò per la governante della sua prole, Patricia Spence e i due alla fine si sposarono nel gennaio del 1936. Dora ebbe ancora due figli dal giornalista Griffin Barry. Morì a Porthcurno, Cornovaglia, il 31 maggio del 1986, all'età di 92 anni.